# کاترین می‌یه

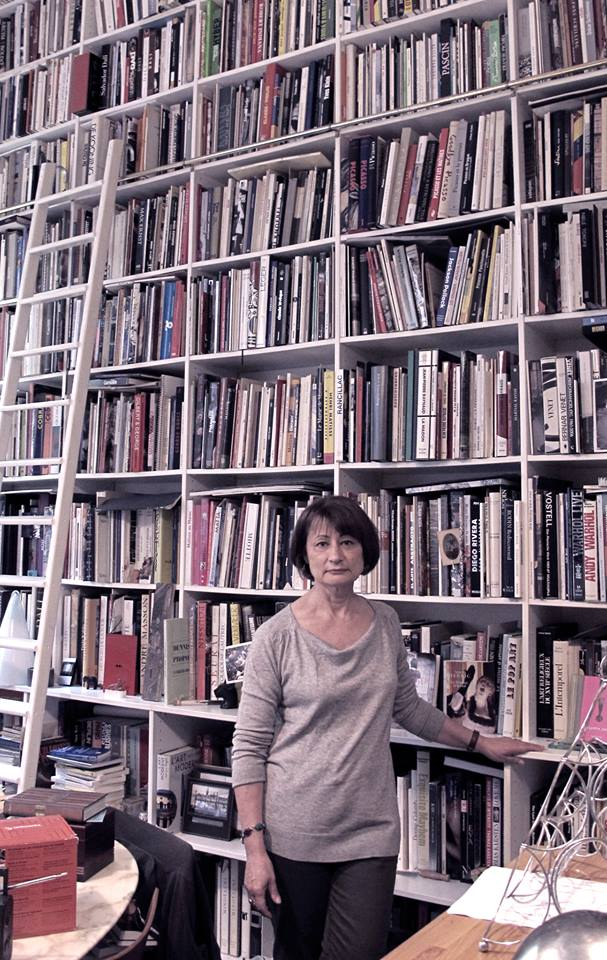
کاترین می‌یه

کاترین می‌یه (به فرانسوی: Catherine Millet) (زادهٔ ۱۲ فروردین ۱۳۲۷) منتقد هنری فرانسوی و مؤسس و سردبیر مجلهٔ آرت پرس (Art Press) است، که بر هنر مدرن تمرکز دارد.
او بیشتر به عنوان نویسندهٔ کتاب شرح حال زندگی جنسی کاترین م. شناخته شده است که در سال ۲۰۰۲ منتشر شد؛ این کتاب پیشینهٔ جنسی او را، از استمناء دوران کودکی تا مجذوب سکس گروهی شدن در بزرگسالی به تفصیل شرح می‌دهد. ادموند وایت این کتاب را به عنوان «صریح‌ترین کتابی که تا به حال توسط یک زن در مورد سکس نوشته شده است» دوره کرده است.
کاترین می‌یه با شاعر و رمان‌نویس ژاک هنریک ازدواج کرده است.